# Ambasada Libii w Polsce
Ambasada Libii w Polsce, Ambasada Państwa Libia (arab. سفارة ليبيا في بولندا) – placówka dyplomatyczna znajdująca się w Warszawie przy ul. Żołny 26/26b.

## Siedziba

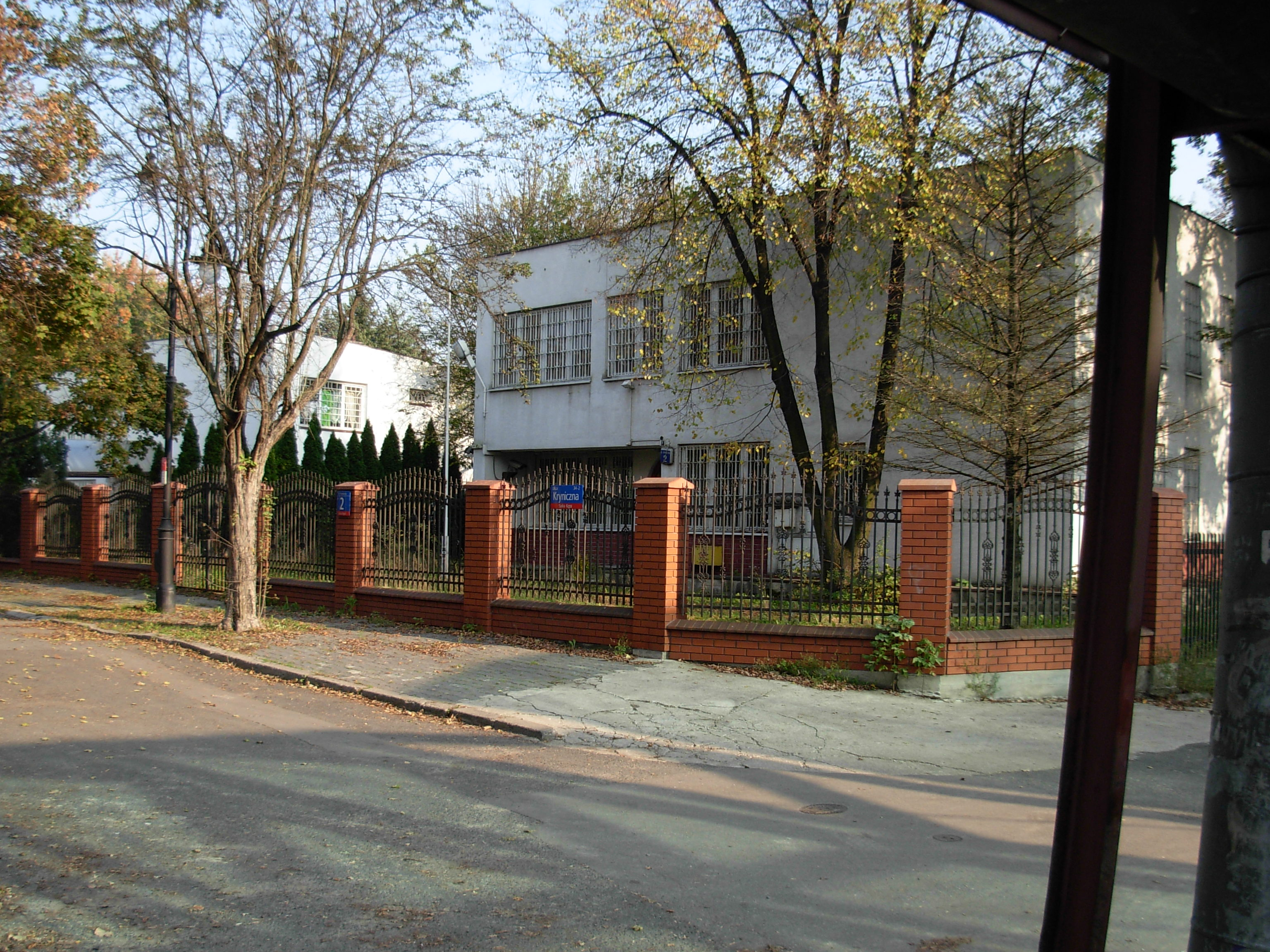
Dawna siedziba Ambasady Libii przy ul. Krynicznej (1978–2006)

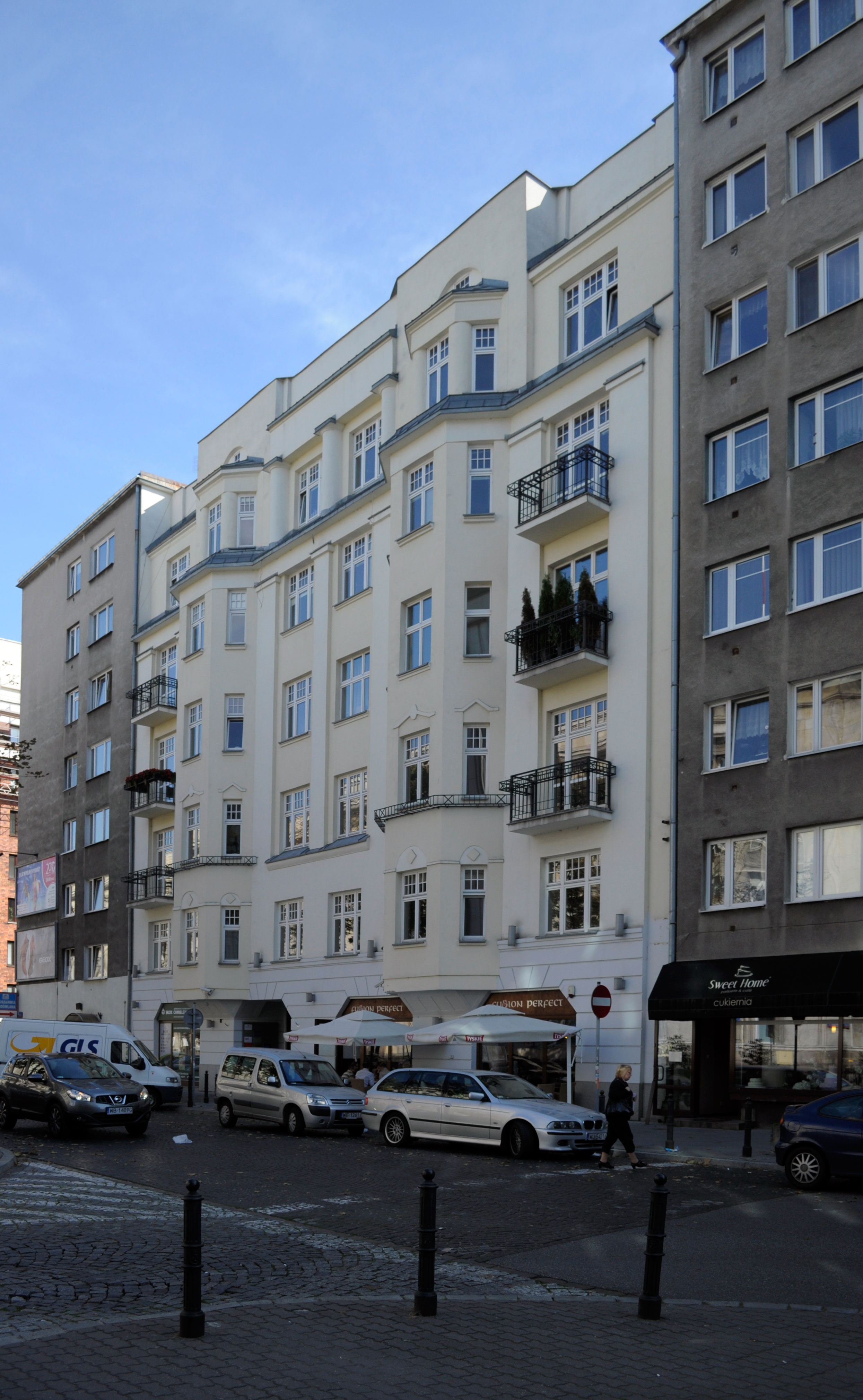
Dawna siedziba Ambasady Libii przy ul. Wspólnej (1978)

Stosunki dyplomatyczne nawiązano w 1963. Ambasadę w Warszawie Libia otworzyła w 1976. Od 1980 przedstawicielstwo funkcjonowało pod nazwą Biura Ludowego Wielkiej Arabskiej Libijskiej Dżamahiriji Ludowo-Socjalistycznej (arab. الجماهيرية العربية الليبية الشعبية الاشتراكية العظمى). W 2007 przedstawicielstwo zamknięto, jednocześnie pozostawiając w Warszawie Libijskie Biuro Handlowe. 
Ambasada mieściła się w hotelu Forum przy ul. Nowogrodzkiej 24-26 (1976–1977), w budynku mieszkalnym z 1913 (proj. Franciszek Lilpop i Karol Jankowski) przy ul. Wspólnej 35 (1978), przy ul. Krynicznej 2 (1978–2006), obecnie przy ul. Żołny 26/26b (2009-).
W skład przedstawicielstwa wchodziły też: 
- Wydział Informacji przy ul. Wspólnej 35 (1991)[6]
- Libijskie Biuro Łącznikowe przy ul. Rejtana 15 (70.-80.) będące placówką libijskich wojskowych służb specjalnych[7]